# جزيرة هانوفر
جزيرة هانوفر (بالإسبانية: Isla Hanover ) هي جزيرة في منطقة ماجلان في تشيلي. يتم فصلها عن جزيرة تشاتام بواسطة قناة إستيبان وقناة غوياس ناروفس وقناة انوكينتيس .

## الأدب
في الروايات الشعبية، ظهرت الجزيرة في كتاب جول فيرن "إجازة لمدة عامين". ويروي الكتاب قصة 15 ولدًا (الذين تتراوح أعمارهم بين 8 و 14) من أوكلاند، نيوزيلندا، ايقضون عامين في هذه الجزيرة النائية نتيجة لعاصفة.

## روابط خارجية
- جزر شيلي @ برنامج الأمم المتحدة للبيئة
- معلومات جزيرة العالم @ WorldIslandInfo.com
- ارتفاع نقاط جزيرة أمريكا الجنوبية فوق 1000 متر
- المكتب الهيدروغرافي للولايات المتحدة ،